# Евангелие мира от ессеев
Евангелие мира от ессеев — текст, приписываемый Эдмонду Бордо Секкею. Из-за именования «евангелием» нередко воспринимается как новозаветный апокриф, хотя не вполне соответствует признакам такового. Часто цитируется в среде вегетарианцев, так как в нём проповедуется отказ от употребления в пищу мяса и сыроедение.

## История обнаружения и публикации
Манускрипты на арамейском и древнееврейском языках, по утверждению Секкея, были найдены им в 1923 году в библиотеке Ватикана и в бенедиктинском монастыре Монтекассино, затем — на старославянском языке в библиотеке Габсбургов в Вене. Однако оригиналы исследователями так и не были найдены ни в Ватикане, ни в Вене, а библиотека в Монтекассино была разрушена во время Второй Мировой войны.
Первая книга была опубликована сначала в 1937 году, где текст был датирован первым веком н. э., затем — в 1977 году, где в заглавии стояла датировка уже третьего века.
Вторая и третья книги были опубликованы в 1974 году, так как, по утверждению автора, с переводом оригинала возникли сложности. Четвёртая была опубликована уже после смерти Секкея его женой Нормой в 1981 году.

## Перевод на русский язык
На русском языке все четыре части книги были опубликованы в 2005 году издательством Саттва. Первая книга была переведена с английского Татьяной Данилевич, вторая и третья — Сергеем Ильиным, четвёртая — Марком Драчинским.

## Структура и содержание
Книга первая
Содержит беседы Иисуса с группой слушателей об истине и о жизни в соответствии с законами Небесного Отца и Земной Матери, также наставления о правильном питании, полезном для тела, и об омовениях, необходимых для очищения тела и духа.
Книга вторая
В следующей книге представлены фрагменты, содержащие эзотерическое учение о гармоничном сочетании трех путей к Истине — пути сознания, пути природы и пути опыта.
- Видение Еноха, древнейшее из откровений
- Из Книги Моисеевой от ессеев: десять заповедей
- Причащения
- Из книги Иисусовой от ессеев: мир семикратный
- Фрагменты, идентичные свиткам Мертвого моря
- Из книги Учителя праведности ессеев
- Фрагменты из Евангелия от Иоанна ессеев
- Фрагменты из Откровения ессеев

Книга третья
Третья часть содержит представленное в поэтической форме разъяснение божественного Закона, изложенного в предыдущих частях.
- Семикратный обет
- Богослужение ессеев
- Ангел солнца
- Ангел вод
- Ангел воздуха
- Ангел земли
- Ангел жизни
- Ангел радости
- Матерь Земная
- Ангел силы
- Ангел любви
- Ангел мудрости
- Ангел жизни вечной
- Ангел труда
- Ангел мира
- Отец Небесный
- Закон священный
- Ангелы
- Братство
- Деревья
- Звезды
- Луна
- Псалмы хваления и благодарения
- Плачи
- Пророчества

Книга четвёртая
Четвёртая часть является своеобразным заключением предыдущих частей и включает в себя идеи об устройстве мира, его начале и конце.
- Ессейские причащения
- Дар жизни в смиренной траве
- Мир семикратный
- Священные потоки

## Евангелие мира как апокрифический текст
Текст, именуемый апокрифическим евангелием, как правило, подразумевает соответствие следующим признакам:
1. имеет христианскую направленность;
2. содержит дополнительные сведения о персонажах и событиях, которые известны в канонических книгах Нового Завета;
3. соответствует по литературной форме, жанровой принадлежности и наименованию сочинениям новозаветного канона.

«Евангелие мира от ессеев» не содержит никаких сведений о жизни и проповеди Христа, известных по корпусу текстов Нового Завета. Вместо традиционного христианского представления о Троице, как о Боге-Отце, Боге-Сыне и Боге-Святом Духе, данный текст повествует об иной «троичности»:
«188 Только посредством любви Отец Небесный и Мать Земная и Сын Человеческий становятся одним».
Также нет упоминания о Воскресении Иисуса Христа, несмотря на то, что это событие является средоточием всех христианских верований. Появляется понятие о некой Матери Земной, о которой нет сведений в книгах ни Ветхого, ни Нового Заветов, так как иудеи не олицетворяли природу, воспринимая её только как творение Божие, что известно ещё из Ветхого Завета (Исх. 20:4-6).

Также «Евангелие мира» расходится с традиционными христианскими представлениями о Крещении как об очищении от грехов. В послании к Ефесянам апостола Павла (4:5) сказано следующее:
«Один Господь, одна вера, одно крещение».
То есть крещение человек принимает один раз, что символизирует новое рождение и очищение. В евангелии мира Иисус говорит совсем о другом:
«142 Повторяйте свое крещение водой каждый день своего поста до тех пор, пока вы не увидите, что вода вытекающая из вас не стала чистой подобно пене речной».
Исследователи отмечают сходства описания очистительных практик в «Евангелии мира» (например, с 137 по 140 стих) с описанием практик в Хатхе-йоге, документе, датированном XV веком. Идеи оздоровления путем правильного питания и омовения также являются тенденцией более позднего времени.
Касательно следующего признака «Евангелие мира от ессеев» упоминает только одного персонажа из канонических книг Нового Завета — Иисуса Христа. Однако и о Нем ничего почти не сказано: не говорится о Его Божестве, Его цели, с которой Он воплотился, и воплотился ли Он вообще. Иисус представляется исключительно как некий посланник Бога, обладающий знанием Истины и способностью творить чудеса.
Есть заимствования из канонических Евангелий, однако часто эти перефразирования используются в ином контексте.
Например, притча о блудном сыне (с 290 по 322 стих) явно отличается от притчи с тем же названием в Евангелии от Луки (15:11-32) и несет иной смысл.
При схожести фрагментов в «Евангелии мира» (с 103 по 114 стих) и в Евангелии от Матфея (6:17-18), где говорится о посте, различен сам смысл поста.
Есть и явные противоречия словам Иисуса Христа в канонических евангелиях.
Например, в Евангелии от Матфея (10: 28) Иисус Христос говорит апостолам:
«И не бойтесь убивающих тело, души же не могущих убить; а бойтесь более Того, Кто может и душу и тело погубить в геенне».
А в «Евангелии от ессеев» Иисус говорит:
«533 А всё, что убивает ваши тела, убивает также и ваши души».
Далее, в Евангелии от Матфея (15:11):
«Не то, что входит в уста, оскверняет человека, но то, что выходит из уст, оскверняет человека».
А выходят из человека помыслы, оскверняющие его сердце.

А в «Евангелии мира»:
«583 Потому будьте осмотрительными и не оскверняйте храмов ваших тел различного рода мерзостями».
В Евангелии от Матфея (18:8-9):
«Если же рука твоя или нога твоя соблазняет тебя, отсеки их и брось от себя: лучше тебе войти в жизнь без руки или без ноги, нежели с двумя руками и с двумя ногами быть ввержену в огонь вечный; и если глаз твой соблазняет тебя, вырви его и брось от себя: лучше тебе с одним глазом войти в жизнь, нежели с двумя глазами быть ввержену в геенну» огненную".
А в «Евангелии мира»:
«33 Истинно говорю вам, если нарушаете хоть один из этих законов, если причиняете вред хоть какому-нибудь члену тела своего — совершенно погибните в своей ужасной болезни, и будет рыдание и скрежет зубов».
Также отличаются и заповеди в беседе Иисуса в «Евангелии мира» (с 466 по 705 стих) от заповедей, данных в Нагорной проповеди (Евангелие от Матфея 5-7 гл.).

Хотя данный текст и носит название «евангелия», но по литературной форме не соответствует каноническим евангелиям, так как не содержит описания служения Иисуса Христа, Его крестной смерти и Воскресения. Содержит несоответствие самому историческому контексту: Иисус в евангелии мира говорит слушателям:
«Не ищите закон в ваших книгах с писаниями, ибо закон есть жизнь, писания же мертвы».
Однако, по свидетельству историков, ессеи чтили Закон Моисея и посвящали каждую субботу изучению Писания. Утверждение Иисуса не вызвало бы у них понимания и отклика. Христос в Евангелии от Иоанна (5:39) также прямо говорит о Писании и показывает, что не противоречит ему:
«Исследуйте Писания, ибо вы думаете чрез них иметь жизнь вечную; а они свидетельствуют о Мне».
И ещё (5:45-47):
«Не думайте, что Я буду обвинять вас пред Отцем: есть на вас обвинитель Моисей, на которого вы уповаете. Ибо если бы вы верили Моисею, то поверили бы и Мне, потому что он писал о Мне. Если же его писаниям не верите, как поверите Моим словам?»
Этот фрагмент подтверждает, что Писание было известно каждому иудею и служило источником откровений о Мессии. Поэтому слова Иисуса в «Евангелии мира» ставят под сомнение историчность документа и его достоверность.